# Девольский договор
Девольский договор — договор, подписанный в 1108 году между Боэмундом I Тарентским, захватившим Антиохию, и Алексеем I Комнином, императором Византийской империи.
Договор назван по имени византийской крепости Девол в Македонии (современная Албания). Хотя этот договор не был претворён в жизнь сразу же, его целью было сделать Антиохийское княжество вассалом Византийской империи.
В начале Первого крестового похода армии крестоносцев встретились в Константинополе и пообещали вернуть Византийской империи все завоёванные ими территории. Тем не менее, Боэмунд, сын Роберта Гвискара, бывшего врага Алексея, предъявил претензии на княжество Антиохия. Алексей не признавал независимость княжества, и Боэмунд отправился в Европу в попытке найти там поддержку и подкрепления. Он начал открытую войну против Алексея, но вскоре был вынужден сдаться и вести переговоры с императором Алексеем в лагере Девол, где было подписано соглашение.
В соответствии с соглашением Боэмунд согласился стать вассалом императора и защищать земли Византийской империи в случае необходимости. Он также согласился с назначением греческого патриарха. Взамен он получил титул севаста (греч. Σεβαστός) и дуки Антиохии, а также право завещать своим потомкам графство Эдессу. После подписания соглашения Боэмунд вернулся в Апулию, где и умер. Его племянник Танкред, принц Галилейский, который был регентом в Антиохии, отказался принять условия договора. Антиохия временно перешла под контроль Византийской империи в 1137 году и только после 1158 года стала по-настоящему вассалом Византии.
Девольский договор представляет собой типичный пример склонности Византийской империи к разрешению споров путём дипломатических, а не военных мер. Договор был связан с отсутствием доверия между Византийской империей и её соседями в Западной Европе и внёс большой «вклад» в это недоверие.

## Общая информация

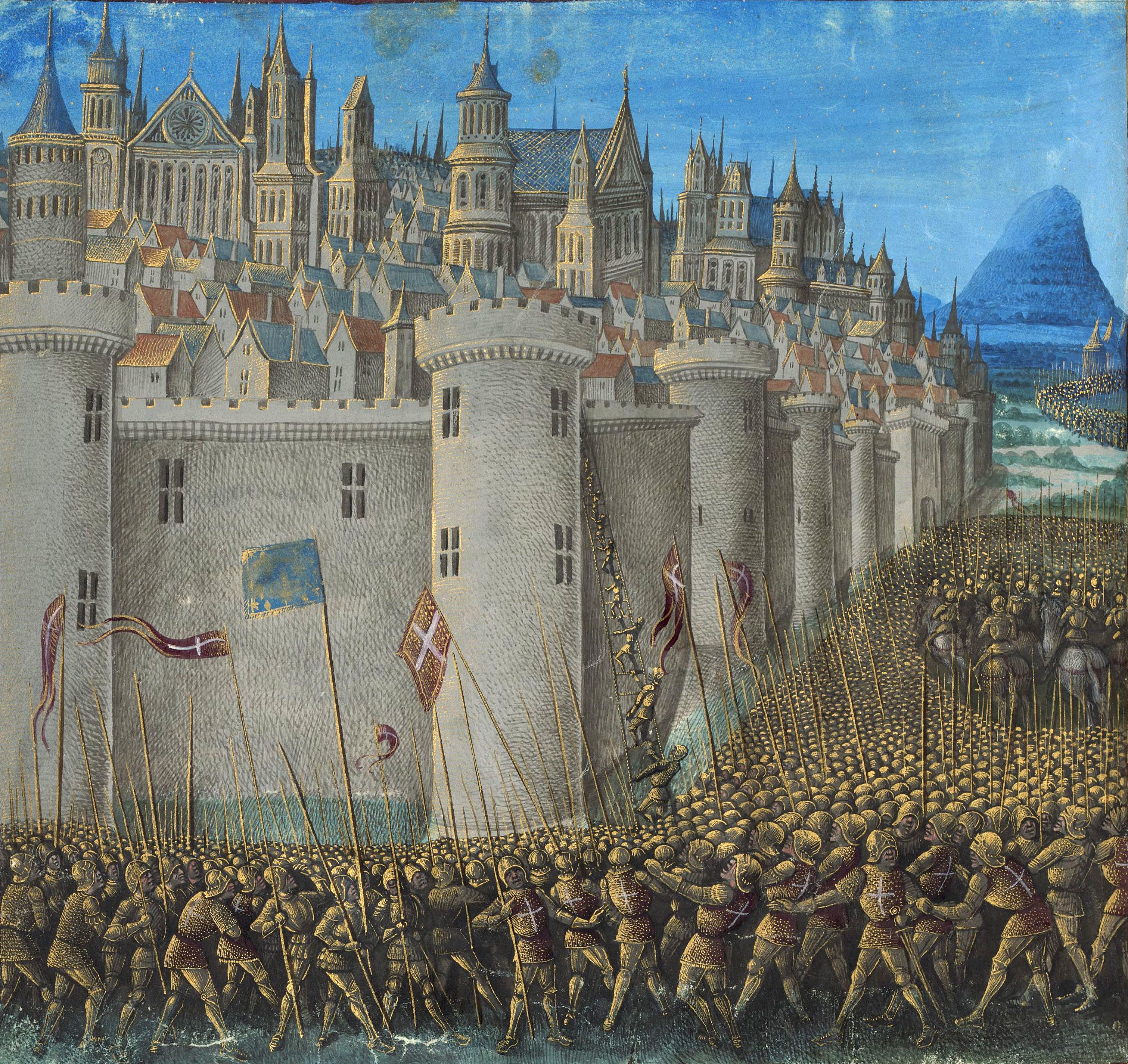
Осада Антиохии. Средневековая миниатюра.

В 1097 году армии крестоносцев собрались в Константинополе после совместного прохода через Восточную Европу. Алексей I планировал использовать их в своей войне с сельджуками, и не позволил им отправиться в Иерусалим, пока лидеры европейцев не дали ему клятву верности. Согласно ей, они обязались отдать империи все завоёванные в будущем территории, ранее входившие в состав Византии.
Лидеры отрядов давали индивидуальную клятву, и у них было разное отношение к данным словам. Граф Тулузы Раймунд IV был верен ей всю свою жизнь, а другие, например Боэмунд, судя по всему никогда не планировали выполнять свои обещания. В обмен на присягу Алексей дал крестоносцам военный эскорт и проводников. Крестоносцы однако были не особенно рады действиям византийской дипломатии: ромеи самостоятельно вели переговоры с сельджуками о капитуляции Никеи, в то время как крестоносцы осадили город с целью захвата и грабежа.
Крестоносцы чувствовали себя обманутыми Алексеем, который смог вернуть под власть империи большую часть Малой Азии, и поэтому продолжили свой путь уже без византийской помощи. В 1098 году после долгой осады была взята Антиохия, но крестоносцам самим пришлось защищать город. Алексей выступил им навстречу, но, услышав от графа Блуа Стефана II о безнадёжности сопротивления, вернулся в Константинополь. Европейцы смогли защитить город, и посчитали, что византийцам нельзя доверять. Таким образом, они стали считать свою клятву недействительной.
В 1098 году Боэмунд объявил Антиохию столицей своих владений, хотя были разговоры о возвращении города византийцами, для которых тот имел огромное значение. Антиохия была торговым центром и оплотом православия с собственным греческим патриархом на Ближнем Востоке. Город был отторгнут от Византии несколько десятилетий назад, и Комнин не признавал новообразованное княжество .
Боэмунд продолжил свою независимую политику, и вызвал ожесточение со стороны православной церкви и империи, когда в 1100 году назначил Бернара Валенса латинским патриархом Антиохии. Греческий патриарх был изгнан, и бежал в Константинополь. Вскоре после этого князь был пленён Данишмендидами в Анатолии, и провёл в тюрьме три года. Регентом был выбран его племянник Танкред. После освобождения Боэмунд в 1104 году отправился на помощь своему соседу — графу Эдессы Балдуину II, но поход завершился поражением при Харране. Таким образом интерес к княжеству проявляли как византийцы, так и мусульмане. Боэмунд оставил Танкреда в Антиохии, и поплыл искать подкрепления в Италии и Франции. Он получил поддержку у папы Пасхалия II и Филиппа I Французского, которому приходился зятем.
Сицилийские норманны были в конфликте с Византией на протяжении тридцати лет. Хотя Боэмунд находился в Западной Европе, Алексей послал армию для захвата Антиохии и Киликии. В 1107 году после сбора новой армии для крестового похода против мусульман в Сирии Боэмунд решил открыто идти войной против Алексея, он пересёк Адриатическое море и осадил самый западный город Византийской империи — Диррахий. Как и его отец, Боэмунд не смог продвинуться в глубь Византии. Алексей сумел избежать битвы с войсками Боэмунда, а осада потерпела неудачу, отчасти из-за эпидемии чумы. Боэмунд вскоре оказался в безвыходном положении, окружённый у стенах Диррахия, в то время как морской путь был заблокирован силами Венецианской республики, а папа Пасхалий II объявил о прекращении его поддержки.

## Договор

Алексей I Комнин

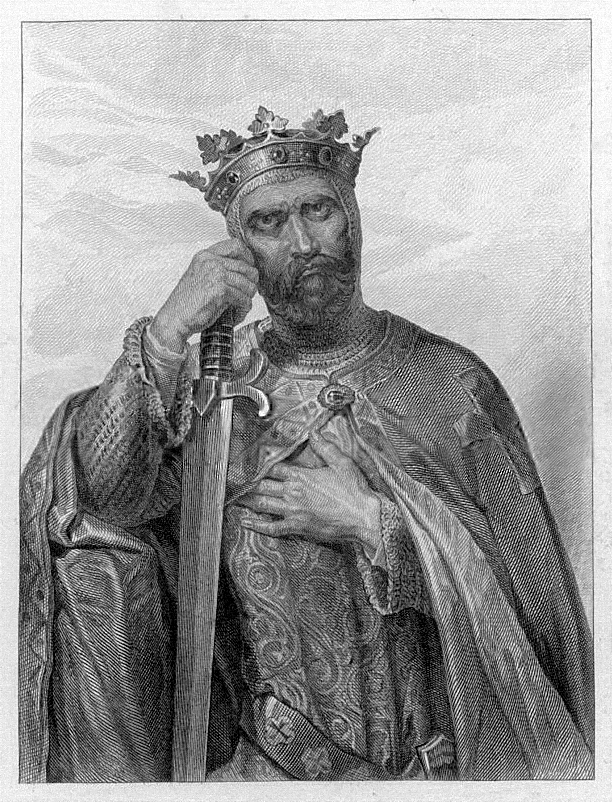
Боэмунд I (портретная фантазия художника XIX века).

В сентябре 1108 года Алексей передал Боэмунду, что готов вести с ним переговоры в крепости Диаболис (она же Девол). Боэмунд признался в нарушении клятвы 1097 года, но считал, что Комнин тоже нарушил соглашение, когда не пришёл на помощь крестоносцам,. Алексей согласился признать недействительной клятву, данную ему в 1097 году. Новые условия договора были заверены византийским полководцем Никифором Вриеннием Младшим и записаны его женой Анной Комниной:
- Боэмунд согласился стать вассалом императора Алексея и его наследника Иоанна II;
- Боэмунд согласился помогать защищать Византийскую империю, когда это потребуется, и согласился на ежегодный платёж в размере 200 литр золотом со стороны Византии в обмен на свои услуги;
- Империя давала Боэмунду титулы севастоса и дуки Антиохии;
- Он получал в феодальное владение Антиохию и Алеппо (последний не принадлежал византийцам и крестоносцам, подразумевалось, что Боэмунд попытается захватить город);
- Боэмунд соглашался вернуть Латакию и другие области Киликии под контроль Алексея;
- Боэмунд соглашался назначить греческого патриарха в Антиохии.

Условия договора были согласованы в соответствии с западными понятиями Боэмунда, который считал себя феодальным вассалом Алексея и принимал все обязанности, возложенные на него его статусом в соответствии с нормами Западной Европы: он обещал оказывать военную помощь императору в войнах против всех врагов в Европе и Азии.
Договор, который был достигнут сторонами в устной форме, был документирован в письменной форме в двух экземплярах, один был отдан Алексею, другой — Боэмунду. Соглашение было подписано свидетелями с обеих сторон. В договоре мог быть записан на латинском или греческом языке или на обоих языках сразу, но доподлинно это неизвестно. Ни один из двух экземпляров не сохранился до наших дней. Неизвестно, как соглашение было принято в Западной Европе, и оно почти никогда не упоминается в письменных исторических источниках того времени.

## После подписания договора
Боэмунд не вернулся в Антиохию после подписания Девольского договора (он отправился на Сицилию, где и умер в 1111 году), и положения договора, которые были так тщательно сформулированы, не были реализованы. Племянник Боэмунда, Танкред, отказался исполнять договор. По его мнению, Антиохия принадлежала ему по праву завоевания. Танкред не видел оснований для передачи власти другому правителю, который к тому же не участвовал в крестовом походе, а с точки зрения крестоносцев — даже действовал против них. Крестоносцы, похоже, чувствовали, что Алексей обманул Боэмунда при подписании договора. В соответствии с этим документом Танкред не был законным правителем Антиохии, и Алексей ожидал, что Боэмунд изгонит Танкреда или проконтролирует выполнение договора. Танкред также не позволил греческому патриарху войти в город; вместо этого греческие патриархи назначались Константинополем, где и проживали.
Вопрос о статусе Антиохии и городов Киликии рядом с ней продолжал беспокоить Византийскую империю на протяжении многих лет после заключения договора. Несмотря на то, что Девольский договор никогда не вступил в силу, он обеспечивал правовую основу для переговоров, проводившихся византийцами с крестоносцами в течение 30 лет после его подписания, и византийских претензий на Антиохию во время правления императоров Иоанна II Комнина и его сына Мануила I. В 1137 году Иоанн начал осаду города, жители которого согласились сдать его. Договор о сдаче, в котором Раймунд клялся в верности Иоанну II, был основан на Девольском договоре и в некоторых пунктах был ещё жёстче. Раймунд обещал императору право на свободный въезд в Антиохию, а также передачу под управление Византии городов Алеппо, Шазар (Ларисса), Хомс и Хама, когда они будут отвоёваны у мусульман. В соответствии с договором Раймунд потом начинал новые завоевания, а Антиохия вернулась бы под власть Византии, но всем этим планам не суждено было сбыться.